# Ibrahim Nadir
Ibrahim Nadir (* 13. Mai 1998 in Willich) ist ein deutsch-irakischer Fußballspieler. 

## Vereine
Der erste Jugendverein von Nadir war der DJK VfL Willich. Im Jahr 2012 wechselte er in die Jugend von SC Bayer 05 Uerdingen. Nach seiner Zeit bei den Krefeldern spielte Nadir in der U19-Bundesliga für Rot-Weiß Oberhausen.  Nach einem Zwischenstopp beim Düsseldorfer SC 99 erhielt Nadir ein Sportstipendium in den USA, wo er in South Carolina für die Newberry Wolves, in Georgia leihweise für Peachtree City MOBA und in Kalifornien für die Holy Names Hawks auflief. Nach seiner Rückkehr nach Deutschland folgten Stationen beim 1. FC Mönchengladbach und dem FC Dornbreite. Im März 2023 unterschrieb Nadir einen Vertrag in der ersten neuseeländischen Liga bei Bay Olympic in Auckland und seit dem 5. September 2024 steht er beim Zweitligisten Resources Capital FC in der Hong Kong First Division League unter Vertrag.

## Nationalmannschaft
Im Jahr 2017 wurde Nadir zwar für die irakische U20-Nationalmannschaft nominiert, ob ein Einsatz erfolgte ist jedoch nicht bekannt.